# Кульман (чертёжный инструмент)

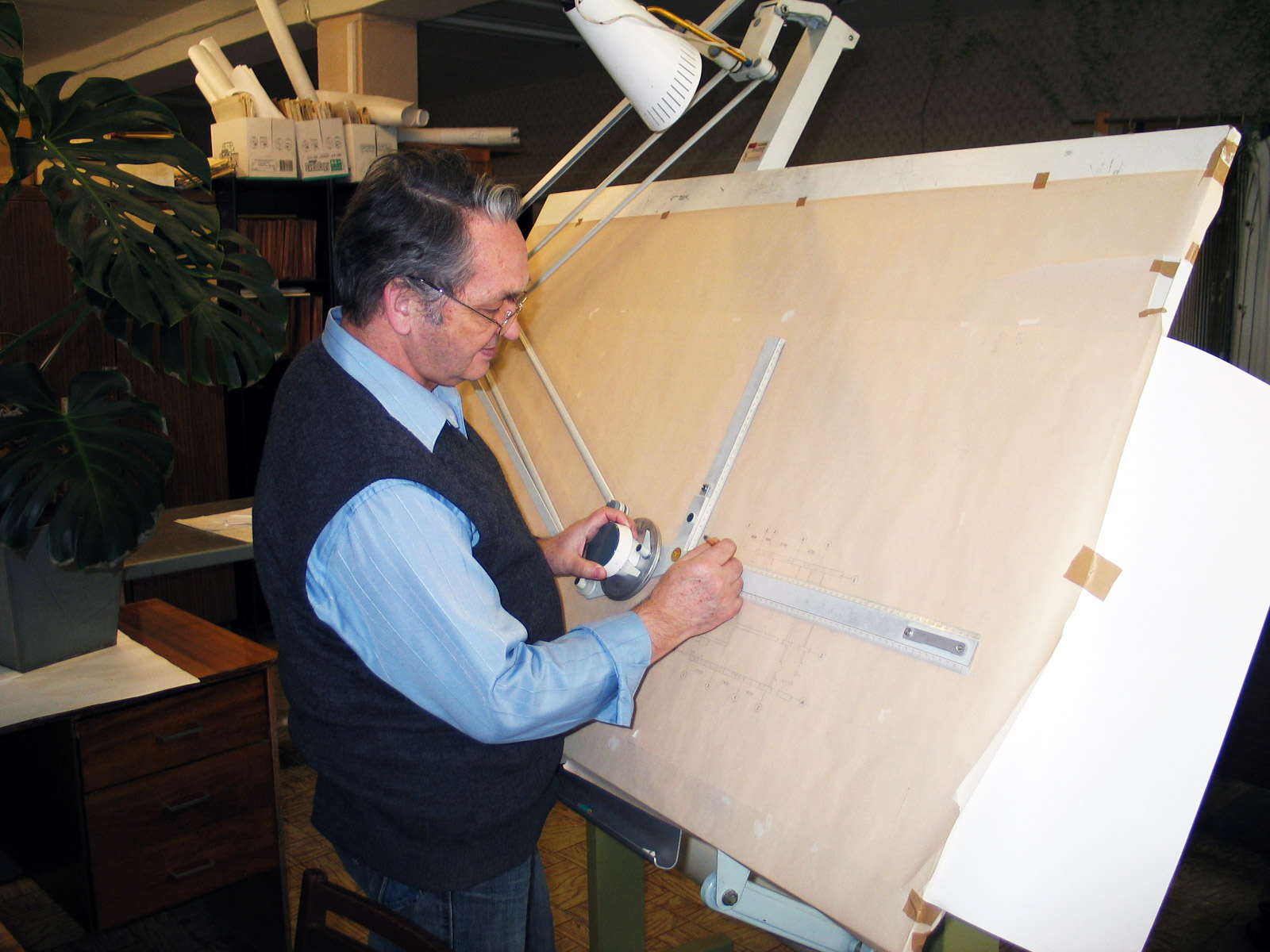
Кульман

Ку́льман — оргтехнический прибор пантографной системы для механизации черчения. Автором чертёжного прибора и основателем одноимённой фирмы является Франц Кульман. 

## Устройство
Кульман — прецизионное устройство, обеспечивающее возможность проведения прямых линий заданной длины под любыми углами в плоскости чертёжной доски. Используют прибор пантографного типа, состоящий из системы рычагов, соединённых шарнирно в виде параллелограмма, либо координатного типа, имеющий два взаимно перпендикулярных профиля, по которым перемещаются каретки. Система параллелограммов и одна из кареток снабжены делительной (угломерной) головкой с двумя взаимно перпендикулярными масштабными линейками. Линейки могут иметь разный масштаб и различную длину — горизонтальная обычно 500 мм, вертикальная 300 мм. Линейки изготовляют из пластмассы, армированной металлом, или из стального тонкостенного профиля. Угломерная головка прибора обеспечивает точность отсчёта угла до 5' (с фиксацией угла поворота головки через 15° либо в любом положении), имеет две шкалы отсчёта (прямую и обратную) и приспособление для их смещения, чтобы выполнять построение проекций под углом. Прибор снабжён тормозом для фиксации положения головки, поворота от плоскости доски на 90°, приспособлениями для юстировки линеек, установки штриховальных приборов, печатающего устройства и др.

## История изобретения

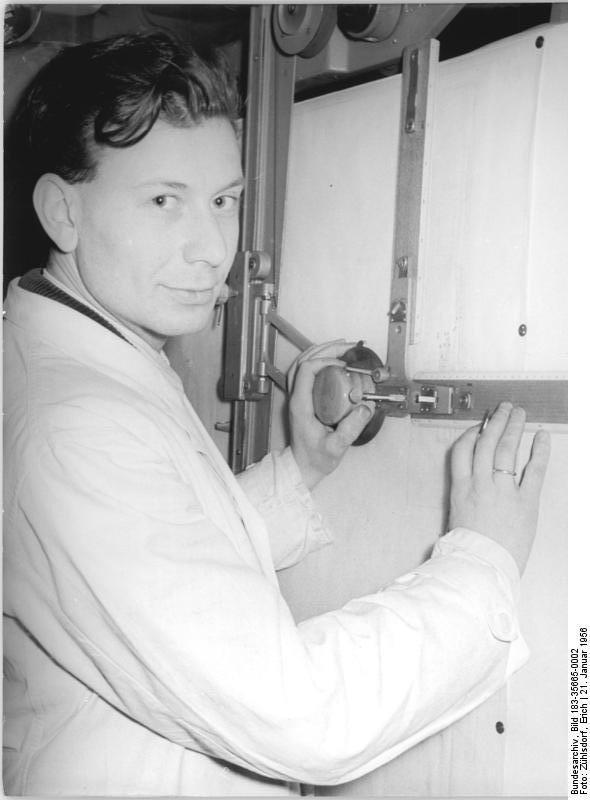
Инженер у кульмана

Кульман впервые был выпущен немецкой фирмой Franz Kuhlmann KG в качестве чертёжного прибора, состоящего из доски, лампы на кронштейне и пантографа — раздвижной шарнирной рамы в виде параллелограмма. До появления САПР на базе персонального компьютера кульман не имел альтернативы, являясь неотъемлемым элементом деятельности для инженеров-конструкторов, проектировщиков, чертёжников.

## Особенности использования
Кульман диктовал технологию проектирования — в качестве основы для проектирования использовался прикреплённый к кульману лист бумаги, следовательно разработка велась в отдельных плоскостях: вид спереди, вид сбоку, вид сверху. В то же время САПР позволяет проектировать сразу в трёх измерениях, в том числе, применяя обратный подход, начиная разработку трёхмерной модели (инструмента, штампа, механизма) и затем создавая отдельные чертежи для конкретной плоскости и отдельного вида.
Сейчас сами кульманы стали редкостью, а уровень использования кульмана как средства проектирования на предприятиях России близок к нулю, поскольку САПР значительно сокращает сроки разработки и при достаточном уровне подготовки конструктора несоизмеримо облегчает его работу.

## Этимология
Название происходит от наименования немецкой фирмы Franz Kuhlmann KG (в 1997 году переименована в Kuhlmann Werkzeugmaschinen+Service GmbH), выпускавшей эти приборы. В некоторых источниках (например, в книге М. Блау «Судьба эпонимов») название чертёжного прибора ошибочно связывается с именем немецкого инженера Карла Кульмана (Culmann).